# Fotö
Fotö is een plaats en eiland in de gemeente Öckerö in het landschap Bohuslän en de provincie Västra Götalands län in Zweden. De plaats heeft 618 inwoners (2005) en een oppervlakte van 35 hectare. Het eiland is via een brug verbonden met Hönö.